# Campionato mondiale piloti di Formula 1

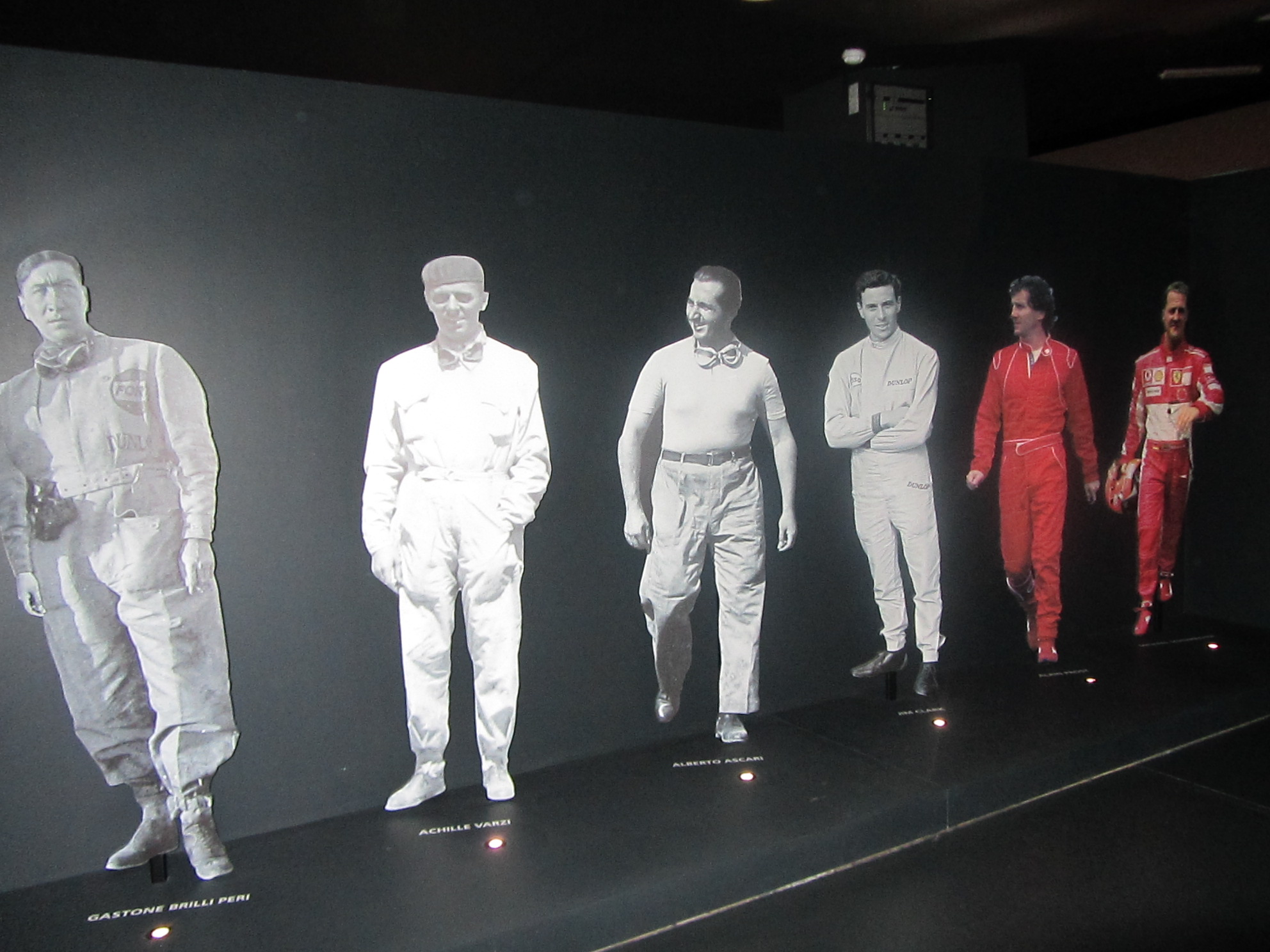
Alcuni dei più celebri piloti di Formula 1 (più due antecedenti) in un'installazione al Museo Nazionale dell'Automobile di Torino.

Il campionato mondiale piloti di Formula 1 (in inglese Formula One World Drivers' Championship, abbreviato WDC) viene attribuito ufficialmente dalla Federazione Internazionale dell'Automobile ed è determinato da un particolare sistema di punteggio, che nel corso degli anni è variato, basato sui risultati ottenuti in ogni Gran Premio.

## Criterio

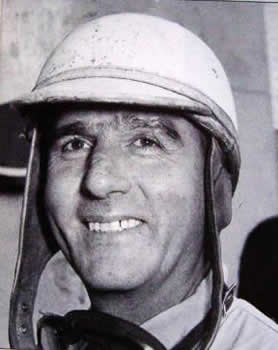
L'italiano Nino Farina, vincitore del primo campionato mondiale piloti a bordo di un'Alfa Romeo 158

La FIA proclama ufficialmente il Campione Piloti una volta terminata la stagione. Sino al 1980 la dizione ufficiale era World Championship for Drivers ("Campionato Mondiale Piloti"). L'attuale denominazione fu adottata, secondo quanto riportato nell'Annuario FIA 1981, in applicazione di quanto deciso nel congresso di Rio de Janeiro della FISA del 15 aprile 1980, in cui si sancì che la FISA avrebbe organizzato il nuovo "Campionato mondiale FIA di Formula 1" dal 1º gennaio 1981, con la conseguente soppressione del "vecchio Campionato Mondiale Piloti". Il nuovo Campionato mondiale di Formula 1 avrebbe avuto due titoli, uno per i piloti e uno per i costruttori.
Si tenga presente che più volte furono previste nel campionato gare non riservate a vetture di Formula 1, in particolare le edizioni della 500 Miglia di Indianapolis dal 1950 al 1960 e tutte le altre gare dei mondiali 1952 e 1953 riservate alle Formula 2. Prima del 1991, non tutti i risultati della stagione portavano punti nel campionato piloti, ma soltanto i migliori (il cui numero è variato nel corso degli anni), attraverso la regola degli scarti, dove ai piloti era concesso di scartare i peggiori risultati ottenuti.

## Statistiche
Il titolo è stato messo in palio per la prima volta nel 1950, vinto da Nino Farina su Alfa Romeo 158. Il primo pilota a vincere per due volte consecutive il titolo fu Alberto Ascari, nel 1952 e nel 1953, con la Ferrari. Soltanto in un'occasione un pilota ha ottenuto il mondiale correndo per due scuderie diverse (Juan Manuel Fangio nel 1954, con Maserati e Mercedes-Benz). Il campionato mondiale piloti è stato deciso nella gara finale 30 volte sulle 75 stagioni nelle quali è stato assegnato. Il titolo iridato conquistato più velocemente fu quello ottenuto nel 2002 da Michael Schumacher e nel 2023 da Max Verstappen, che se lo sono assicurati quando mancavano ancora sei gare da disputare.
In totale 34 piloti hanno vinto il campionato, con Schumacher e Lewis Hamilton che detengono il record di titoli vinti (7), oltre al record per il pilota tedesco del maggior numero di mondiali vinti consecutivamente (5, tra il 2000 e il 2004). Nel 2023 Verstappen ha vinto il titolo con il record di punti (575), nonché con il maggior margine sul secondo (290); questo è stato possibile anche grazie al nuovo sistema di punteggio entrato in vigore nel 2010, del punto addizionale per il giro più veloce, tra i primi dieci, reintrodotto nel 2019 e usato fino al 2024, e dell'assegnazione dei punti durante la Sprint, apportata nel 2021.
Il campione del mondo in carica della categoria è Max Verstappen.

## Albo d'oro

### Per stagione
Nella tabella seguente vengono indicati, oltre al pilota e alla scuderia alla quale appartiene il campione del mondo, anche i dati sulle pole position, le vittorie, i podi, i giri veloci, i punti, la gara in cui il campione ha avuto la certezza matematica del titolo, e il margine sul secondo classificato ottenuti nella stagione dove ha conquistato il titolo. In grassetto sono indicati quei costruttori che hanno vinto anche il campionato mondiale a loro riservato (attribuito dal 1958).
| Anno | Pilota             | Costruttore            | Pole | Vitt. | Podi | G.V. | Punti | Conquista     | Margine | Su                              |
| ---- | ------------------ | ---------------------- | ---- | ----- | ---- | ---- | ----- | ------------- | ------- | ------------------------------- |
| 1950 | Nino Farina        | Alfa Romeo             | 2    | 3     | 3    | 3    | 30    | Gara 7 di 7   | 3       | Juan Manuel Fangio              |
| 1951 | Juan Manuel Fangio | Alfa Romeo             | 4    | 3     | 5    | 5    | 31    | Gara 8 di 8   | 6       | Alberto Ascari                  |
| 1952 | Alberto Ascari     | Ferrari                | 5    | 6     | 6    | 6    | 36    | Gara 6 di 8   | 12      | Nino Farina                     |
| 1953 | Alberto Ascari     | Ferrari                | 6    | 5     | 5    | 4    | 34,5  | Gara 7 di 9   | 6,5     | Juan Manuel Fangio              |
| 1954 | Juan Manuel Fangio | Maserati Mercedes-Benz | 5    | 6     | 7    | 3    | 42    | Gara 7 di 9   | 16,86   | José Froilán González           |
| 1955 | Juan Manuel Fangio | Mercedes-Benz          | 3    | 4     | 5    | 3    | 40    | Gara 6 di 7   | 17      | Stirling Moss                   |
| 1956 | Juan Manuel Fangio | Ferrari-Lancia         | 6    | 3     | 5    | 4    | 30    | Gara 8 di 8   | 3       | Stirling Moss                   |
| 1957 | Juan Manuel Fangio | Maserati               | 4    | 4     | 6    | 2    | 40    | Gara 6 di 8   | 15      | Stirling Moss                   |
| 1958 | Mike Hawthorn      | Ferrari                | 4    | 1     | 7    | 5    | 42    | Gara 11 di 11 | 1       | Stirling Moss                   |
| 1959 | Jack Brabham       | Cooper                 | 1    | 2     | 5    | 1    | 31    | Gara 9 di 9   | 4       | Tony Brooks                     |
| 1960 | Jack Brabham       | Cooper                 | 3    | 5     | 5    | 3    | 43    | Gara 8 di 10  | 9       | Bruce McLaren                   |
| 1961 | Phil Hill          | Ferrari                | 5    | 2     | 6    | 2    | 34    | Gara 7 di 8   | 1       | Wolfgang von Trips              |
| 1962 | Graham Hill        | BRM                    | 1    | 4     | 6    | 3    | 42    | Gara 9 di 9   | 12      | Jim Clark                       |
| 1963 | Jim Clark          | Lotus                  | 7    | 7     | 9    | 6    | 54    | Gara 7 di 10  | 25      | Graham Hill, Richie Ginther     |
| 1964 | John Surtees       | Ferrari                | 2    | 2     | 6    | 2    | 40    | Gara 10 di 10 | 1       | Graham Hill                     |
| 1965 | Jim Clark          | Lotus                  | 6    | 6     | 6    | 6    | 54    | Gara 7 di 10  | 14      | Graham Hill                     |
| 1966 | Jack Brabham       | Brabham                | 3    | 4     | 5    | 1    | 42    | Gara 7 di 9   | 14      | John Surtees                    |
| 1967 | Denny Hulme        | Brabham                | 0    | 2     | 8    | 2    | 51    | Gara 11 di 11 | 5       | Jack Brabham                    |
| 1968 | Graham Hill        | Lotus                  | 2    | 3     | 6    | 0    | 48    | Gara 12 di 12 | 12      | Jackie Stewart                  |
| 1969 | Jackie Stewart     | Matra                  | 2    | 6     | 7    | 5    | 63    | Gara 8 di 11  | 26      | Jacky Ickx                      |
| 1970 | Jochen Rindt       | Lotus                  | 3    | 5     | 5    | 1    | 45    | Gara 12 di 13 | 5       | Jacky Ickx                      |
| 1971 | Jackie Stewart     | Tyrrell                | 6    | 6     | 7    | 3    | 62    | Gara 8 di 11  | 29      | Ronnie Peterson                 |
| 1972 | Emerson Fittipaldi | Lotus                  | 3    | 5     | 8    | 0    | 61    | Gara 10 di 12 | 16      | Jackie Stewart                  |
| 1973 | Jackie Stewart     | Tyrrell                | 3    | 5     | 8    | 1    | 71    | Gara 13 di 15 | 16      | Emerson Fittipaldi              |
| 1974 | Emerson Fittipaldi | McLaren                | 2    | 3     | 7    | 0    | 55    | Gara 15 di 15 | 3       | Clay Regazzoni                  |
| 1975 | Niki Lauda         | Ferrari                | 9    | 5     | 8    | 2    | 64,5  | Gara 13 di 14 | 19,5    | Emerson Fittipaldi              |
| 1976 | James Hunt         | McLaren                | 8    | 6     | 8    | 2    | 69    | Gara 16 di 16 | 1       | Niki Lauda                      |
| 1977 | Niki Lauda         | Ferrari                | 2    | 3     | 10   | 3    | 72    | Gara 15 di 17 | 17      | Jody Scheckter                  |
| 1978 | Mario Andretti     | Lotus                  | 8    | 6     | 7    | 3    | 64    | Gara 14 di 16 | 13      | Ronnie Peterson                 |
| 1979 | Jody Scheckter     | Ferrari                | 1    | 3     | 6    | 0    | 51    | Gara 13 di 15 | 4       | Gilles Villeneuve               |
| 1980 | Alan Jones         | Williams               | 3    | 5     | 10   | 5    | 67    | Gara 13 di 14 | 13      | Nelson Piquet                   |
| 1981 | Nelson Piquet      | Brabham                | 4    | 3     | 7    | 1    | 50    | Gara 15 di 15 | 1       | Carlos Reutemann                |
| 1982 | Keke Rosberg       | Williams               | 1    | 1     | 6    | 0    | 44    | Gara 16 di 16 | 5       | Didier Pironi, John Watson      |
| 1983 | Nelson Piquet      | Brabham                | 1    | 3     | 8    | 4    | 59    | Gara 15 di 15 | 2       | Alain Prost                     |
| 1984 | Niki Lauda         | McLaren                | 0    | 5     | 9    | 5    | 72    | Gara 16 di 16 | 0,5     | Alain Prost                     |
| 1985 | Alain Prost        | McLaren                | 2    | 5     | 11   | 5    | 73    | Gara 14 di 16 | 20      | Michele Alboreto                |
| 1986 | Alain Prost        | McLaren                | 1    | 4     | 11   | 2    | 72    | Gara 16 di 16 | 2       | Nigel Mansell                   |
| 1987 | Nelson Piquet      | Williams               | 4    | 3     | 11   | 4    | 73    | Gara 15 di 16 | 12      | Nigel Mansell                   |
| 1988 | Ayrton Senna       | McLaren                | 13   | 8     | 11   | 3    | 90    | Gara 15 di 16 | 3       | Alain Prost                     |
| 1989 | Alain Prost        | McLaren                | 2    | 4     | 11   | 5    | 76    | Gara 15 di 16 | 16      | Ayrton Senna                    |
| 1990 | Ayrton Senna       | McLaren                | 10   | 6     | 11   | 2    | 78    | Gara 15 di 16 | 7       | Alain Prost                     |
| 1991 | Ayrton Senna       | McLaren                | 8    | 7     | 12   | 2    | 96    | Gara 15 di 16 | 24      | Nigel Mansell                   |
| 1992 | Nigel Mansell      | Williams               | 14   | 9     | 12   | 8    | 108   | Gara 11 di 16 | 52      | Riccardo Patrese                |
| 1993 | Alain Prost        | Williams               | 13   | 7     | 12   | 6    | 99    | Gara 14 di 16 | 26      | Ayrton Senna                    |
| 1994 | Michael Schumacher | Benetton               | 6    | 8     | 10   | 8    | 92    | Gara 16 di 16 | 1       | Damon Hill                      |
| 1995 | Michael Schumacher | Benetton               | 4    | 9     | 11   | 8    | 102   | Gara 15 di 17 | 33      | Damon Hill                      |
| 1996 | Damon Hill         | Williams               | 9    | 8     | 10   | 5    | 97    | Gara 16 di 16 | 19      | Jacques Villeneuve              |
| 1997 | Jacques Villeneuve | Williams               | 10   | 7     | 8    | 3    | 81    | Gara 17 di 17 | 39      | Heinz-Harald Frentzen           |
| 1998 | Mika Häkkinen      | McLaren                | 9    | 8     | 11   | 6    | 100   | Gara 16 di 16 | 14      | Michael Schumacher              |
| 1999 | Mika Häkkinen      | McLaren                | 11   | 5     | 10   | 6    | 76    | Gara 16 di 16 | 2       | Eddie Irvine                    |
| 2000 | Michael Schumacher | Ferrari                | 9    | 9     | 12   | 2    | 108   | Gara 16 di 17 | 19      | Mika Häkkinen                   |
| 2001 | Michael Schumacher | Ferrari                | 11   | 9     | 14   | 3    | 123   | Gara 13 di 17 | 58      | David Coulthard                 |
| 2002 | Michael Schumacher | Ferrari                | 7    | 11    | 17   | 7    | 144   | Gara 11 di 17 | 67      | Rubens Barrichello              |
| 2003 | Michael Schumacher | Ferrari                | 5    | 6     | 8    | 5    | 93    | Gara 16 di 16 | 2       | Kimi Räikkönen                  |
| 2004 | Michael Schumacher | Ferrari                | 8    | 13    | 15   | 10   | 148   | Gara 14 di 18 | 34      | Rubens Barrichello              |
| 2005 | Fernando Alonso    | Renault                | 6    | 7     | 15   | 2    | 133   | Gara 17 di 19 | 21      | Kimi Räikkönen                  |
| 2006 | Fernando Alonso    | Renault                | 6    | 7     | 14   | 5    | 134   | Gara 18 di 18 | 13      | Michael Schumacher              |
| 2007 | Kimi Räikkönen     | Ferrari                | 3    | 6     | 12   | 6    | 110   | Gara 17 di 17 | 1       | Lewis Hamilton, Fernando Alonso |
| 2008 | Lewis Hamilton     | McLaren                | 7    | 5     | 10   | 1    | 98    | Gara 18 di 18 | 1       | Felipe Massa                    |
| 2009 | Jenson Button      | Brawn                  | 4    | 6     | 9    | 2    | 95    | Gara 16 di 17 | 11      | Sebastian Vettel                |
| 2010 | Sebastian Vettel   | Red Bull               | 10   | 5     | 10   | 3    | 256   | Gara 19 di 19 | 4       | Fernando Alonso                 |
| 2011 | Sebastian Vettel   | Red Bull               | 15   | 11    | 17   | 3    | 392   | Gara 15 di 19 | 122     | Jenson Button                   |
| 2012 | Sebastian Vettel   | Red Bull               | 6    | 5     | 10   | 6    | 281   | Gara 20 di 20 | 3       | Fernando Alonso                 |
| 2013 | Sebastian Vettel   | Red Bull               | 9    | 13    | 16   | 7    | 397   | Gara 16 di 19 | 155     | Fernando Alonso                 |
| 2014 | Lewis Hamilton     | Mercedes               | 7    | 11    | 16   | 7    | 384   | Gara 19 di 19 | 67      | Nico Rosberg                    |
| 2015 | Lewis Hamilton     | Mercedes               | 11   | 10    | 17   | 8    | 381   | Gara 16 di 19 | 59      | Nico Rosberg                    |
| 2016 | Nico Rosberg       | Mercedes               | 8    | 9     | 16   | 6    | 385   | Gara 21 di 21 | 5       | Lewis Hamilton                  |
| 2017 | Lewis Hamilton     | Mercedes               | 11   | 9     | 13   | 7    | 363   | Gara 18 di 20 | 46      | Sebastian Vettel                |
| 2018 | Lewis Hamilton     | Mercedes               | 11   | 11    | 17   | 3    | 408   | Gara 19 di 21 | 88      | Sebastian Vettel                |
| 2019 | Lewis Hamilton     | Mercedes               | 5    | 11    | 17   | 6    | 413   | Gara 19 di 21 | 87      | Valtteri Bottas                 |
| 2020 | Lewis Hamilton     | Mercedes               | 10   | 11    | 14   | 6    | 347   | Gara 14 di 17 | 124     | Valtteri Bottas                 |
| 2021 | Max Verstappen     | Red Bull               | 10   | 10    | 18   | 6    | 395,5 | Gara 22 di 22 | 8       | Lewis Hamilton                  |
| 2022 | Max Verstappen     | Red Bull               | 7    | 15    | 17   | 5    | 454   | Gara 18 di 22 | 146     | Charles Leclerc                 |
| 2023 | Max Verstappen     | Red Bull               | 12   | 19    | 21   | 9    | 575   | Gara 17 di 22 | 290     | Sergio Pérez                    |
| 2024 | Max Verstappen     | Red Bull               | 8    | 9     | 14   | 3    | 437   | Gara 22 di 24 | 63      | Lando Norris                    |

### Per pilota
| Pilota             | Totale | Stagioni                                 |
| ------------------ | ------ | ---------------------------------------- |
| Michael Schumacher | 7      | 1994, 1995, 2000, 2001, 2002, 2003, 2004 |
| Lewis Hamilton     | 7      | 2008, 2014, 2015, 2017, 2018, 2019, 2020 |
| Juan Manuel Fangio | 5      | 1951, 1954, 1955, 1956, 1957             |
| Alain Prost        | 4      | 1985, 1986, 1989, 1993                   |
| Sebastian Vettel   | 4      | 2010, 2011, 2012, 2013                   |
| Max Verstappen     | 4      | 2021, 2022, 2023, 2024                   |
| Jack Brabham       | 3      | 1959, 1960, 1966                         |
| Jackie Stewart     | 3      | 1969, 1971, 1973                         |
| Niki Lauda         | 3      | 1975, 1977, 1984                         |
| Nelson Piquet      | 3      | 1981, 1983, 1987                         |
| Ayrton Senna       | 3      | 1988, 1990, 1991                         |
| Alberto Ascari     | 2      | 1952, 1953                               |
| Jim Clark          | 2      | 1963, 1965                               |
| Graham Hill        | 2      | 1962, 1968                               |
| Emerson Fittipaldi | 2      | 1972, 1974                               |
| Mika Häkkinen      | 2      | 1998, 1999                               |
| Fernando Alonso    | 2      | 2005, 2006                               |
| Nino Farina        | 1      | 1950                                     |
| Mike Hawthorn      | 1      | 1958                                     |
| Phil Hill          | 1      | 1961                                     |
| John Surtees       | 1      | 1964                                     |
| Denny Hulme        | 1      | 1967                                     |
| Jochen Rindt       | 1      | 1970                                     |
| James Hunt         | 1      | 1976                                     |
| Mario Andretti     | 1      | 1978                                     |
| Jody Scheckter     | 1      | 1979                                     |
| Alan Jones         | 1      | 1980                                     |
| Keke Rosberg       | 1      | 1982                                     |
| Nigel Mansell      | 1      | 1992                                     |
| Damon Hill         | 1      | 1996                                     |
| Jacques Villeneuve | 1      | 1997                                     |
| Kimi Räikkönen     | 1      | 2007                                     |
| Jenson Button      | 1      | 2009                                     |
| Nico Rosberg       | 1      | 2016                                     |

### Per nazionalità
| Nazione       | Piloti | Totale |
| ------------- | ------ | ------ |
| Regno Unito   | 10     | 20     |
| Germania      | 3      | 12     |
| Brasile       | 3      | 8      |
| Argentina     | 1      | 5      |
| Finlandia     | 3      | 4      |
| Australia     | 2      | 4      |
| Austria       | 2      | 4      |
| Francia       | 1      | 4      |
| Paesi Bassi   | 1      | 4      |
| Italia        | 2      | 3      |
| Stati Uniti   | 2      | 2      |
| Spagna        | 1      | 2      |
| Canada        | 1      | 1      |
| Nuova Zelanda | 1      | 1      |
| Sudafrica     | 1      | 1      |

## Record

### Campioni del mondo più giovani (Top 15)
| Pos. | Pilota             | Età                 | Stagione |
| ---- | ------------------ | ------------------- | -------- |
| 1    | Sebastian Vettel   | 23 anni, 134 giorni | 2010     |
| 2    | Lewis Hamilton     | 23 anni, 299 giorni | 2008     |
| 3    | Fernando Alonso    | 24 anni, 58 giorni  | 2005     |
| 4    | Max Verstappen     | 24 anni, 73 giorni  | 2021     |
| 5    | Emerson Fittipaldi | 25 anni, 273 giorni | 1972     |
| 6    | Michael Schumacher | 25 anni, 314 giorni | 1994     |
| 7    | Niki Lauda         | 26 anni, 197 giorni | 1975     |
| 8    | Jacques Villeneuve | 26 anni, 200 giorni | 1997     |
| 9    | Jim Clark          | 27 anni, 188 giorni | 1963     |
| 10   | Kimi Räikkönen     | 28 anni, 4 giorni   | 2007     |
| 11   | Jochen Rindt       | 28 anni, 140 giorni | 1970     |
| 12   | Ayrton Senna       | 28 anni, 223 giorni | 1988     |
| 13   | James Hunt         | 29 anni, 56 giorni  | 1976     |
| 14   | Nelson Piquet      | 29 anni, 190 giorni | 1981     |
| 15   | Mike Hawthorn      | 29 anni, 192 giorni | 1958     |

### Campioni del mondo più anziani (Top 15)
| Pos. | Pilota             | Età                 | Stagione |
| ---- | ------------------ | ------------------- | -------- |
| 1    | Juan Manuel Fangio | 46 anni, 41 giorni  | 1957     |
| 2    | Nino Farina        | 43 anni, 308 giorni | 1950     |
| 3    | Jack Brabham       | 40 anni, 155 giorni | 1966     |
| 4    | Graham Hill        | 39 anni, 262 giorni | 1968     |
| 5    | Nigel Mansell      | 39 anni, 8 giorni   | 1992     |
| 6    | Alain Prost        | 38 anni, 214 giorni | 1993     |
| 7    | Mario Andretti     | 38 anni, 193 giorni | 1978     |
| 8    | Damon Hill         | 36 anni, 26 giorni  | 1996     |
| 9    | Lewis Hamilton     | 35 anni, 312 giorni | 2020     |
| 10   | Niki Lauda         | 35 anni, 242 giorni | 1984     |
| 11   | Michael Schumacher | 35 anni, 239 giorni | 2004     |
| 12   | Nelson Piquet      | 35 anni, 76 giorni  | 1987     |
| 13   | Alberto Ascari     | 35 anni, 20 giorni  | 1953     |
| 14   | Phil Hill          | 34 anni, 143 giorni | 1961     |
| 15   | Jackie Stewart     | 34 anni, 90 giorni  | 1973     |

### Campionati del mondo vinti consecutivamente
| Pos. | Pilota             | Totale | Stagioni  |
| ---- | ------------------ | ------ | --------- |
| 1    | Michael Schumacher | 5      | 2000-2004 |
| 2    | Juan Manuel Fangio | 4      | 1954-1957 |
| =    | Sebastian Vettel   | 4      | 2010-2013 |
| =    | Lewis Hamilton     | 4      | 2017-2020 |
| =    | Max Verstappen     | 4      | 2021-2024 |
| 6    | Alberto Ascari     | 2      | 1952-1953 |
| =    | Jack Brabham       | 2      | 1959-1960 |
| =    | Alain Prost        | 2      | 1985-1986 |
| =    | Ayrton Senna       | 2      | 1990-1991 |
| =    | Michael Schumacher | 2      | 1994-1995 |
| =    | Mika Häkkinen      | 2      | 1998-1999 |
| =    | Fernando Alonso    | 2      | 2005-2006 |
| =    | Lewis Hamilton     | 2      | 2014-2015 |